# 발레타 FC
발레타 FC는 발레타를 연고로 하는 몰타의 축구 클럽으로 타알리 국립경기장을 연고지로 하고 있다.
발레타 FC는 1943년에 발레타 프레스턴(Valletta Prestons)과 발레타 세인트 폴(Valletta St. Paul's)이 통합하여 발레타 유나이티드라는 이름으로 탄생하였다. 발레타 유나이티드는 제2차 세계 대전 이전에 두 번의 리그 우승 기록이 있다.

## 역대 성적
- 몰타 프리미어리그 우승

우승 (25): 1914-15*, 1931-32*, 1944-45, 1945-46, 1947-48, 1958-59, 1959-60, 1962-63, 1973-74, 1977-78, 1979-80, 1983-84, 1989-90, 1991-92, 1996-97, 1997-98, 1998-99, 2000-01, 2007–08, 2010–11, 2011–12, 2013–14, 2015–16, 2017–18, 2017–18
* 발레타 유나이티드로서의 우승 기록
- 몰타 컵 우승

우승 (13): 1959-60, 1963-64, 1974-75, 1976-77, 1977-78, 1990-91, 1994-95, 1995-96, 1996-97, 1998-99, 2000-01, 2009–10, 2013–14

## 선수 명단

### 현역
참고: FIFA 자격 규정에 따라 소속된 국가대표팀 국기를 표시합니다. 선수는 복수의 FIFA 비회원국 국적을 가지고 있을 수 있습니다.
| 번호 | 포지션 | 국적     | 이름                  |
| ---- | ------ | -------- | --------------------- |
| 3    | DF     | 콜롬비아 | 후안 볼라뇨스         |
| 11   | MF     | 포르투갈 | 곤살루 비에이라       |
| 23   | DF     | 세르비아 | 밀란 예즈디미로비치   |
| 26   | GK     |          | 알레산드로 구아르노네 |
| 30   | DF     |          | 빅투르 루이스         |

| 번호 | 포지션 | 국적 | 이름 |
| ---- | ------ | ---- | ---- |